# Myrmelachista schachovskoi
Myrmelachista schachovskoi är en myrart som beskrevs av Kusnezov 1951. Myrmelachista schachovskoi ingår i släktet Myrmelachista och familjen myror. Inga underarter finns listade i Catalogue of Life.